# سازند مزدوران
سازند مزدوران از سازندهای زمین‌شناسی ایران در کپه‌داغ با سن ژوراسیک پسین است. مقطع نمونه و نام این سازند از تنگ مزدوران، واقع در بستر کشف‌رود (مشرق کپه‌داغ) گرفته شده است. از نظر سنگ‌شناسی شامل آهک ضخیم‌لایه تا ماسیف به رنگ روشن، آهک دولومیتی متخلخل و دولومیت است که ضخامت آن در برش الگو حدود ۵۰۰ متر است ولی به طرف جنوب شرقی به سرعت کاهش می‌یابد، به نحوی که سرانجام رخساره‌های مشابه سازند شوریجه (ماسه‌سنگ‌ها و سنگ‌های قرمز تخریبی و سنگ‌های تبخیری) جانشین آهک و دولومیت‌های مزدوران می‌شود، ولی به سمت شمال غرب، ضخامت آن افزایش می‌یابد و نزدیکی شهرک سیرزار ضخامت آهک مزدوران به ۱۴۰۰ متر می‌رسد.
سازند مزدوران در مقطع نمونه، بدون دگرشیبی واضحی بر روی سازند کشف‌رود (شمشک) قرار می‌گیرد و به وسیله رسوبات تخریبی قرمز رنگ سازند شوریجه پوشیده می‌شود. بر اساس فسیل‌های موجود، سن این سازند، آکسفوردین ـ کیمریجین (ژوراسیک پسین) تعیین شده است. سازند مزدوران تا اندازه‌ای با آهک لار در البرز مرکزی و آهک اسفندیار در طبس معادل است.